# Tratado de Küçük-Kainarji

O Império Otomano cedeu território diretamente à Rússia (região listada verde-vermelho) e indiretamente via independência do Canato da Crimeia (listado em amarelo-verde) que os russos anexariam em 1783.

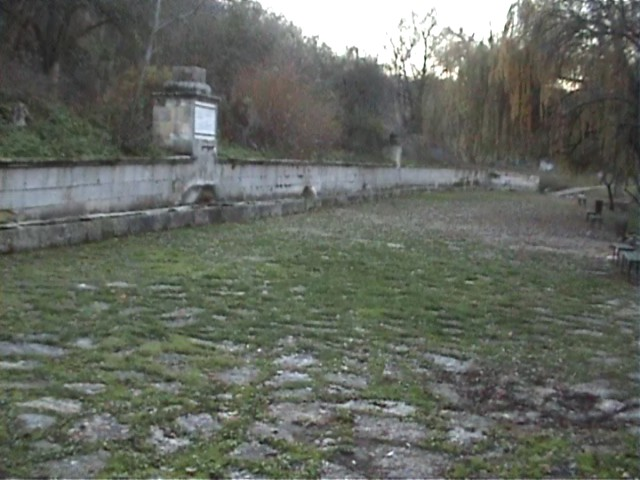
Localização do local da assinatura do tratado.

O Tratado de Küçük Kaynarca (conhecido também como Kuchuk Kainarji) foi assinado em 21 de julho de 1774, na cidade de Küçük Kaynarca, Dobruja (atualmente Kaynardzha, Província de Silistra, Bulgária) entre o Império Russo e Império Otomano após este ter sido derrotado na Guerra Russo-Turca (1768-1774).
O tratado foi pouco ambicioso, os russos exigiram livre passagem pelo Estreito de Dardanelos entre o Mar Negro e o Mar Mediterrâneo. Os turcos concederam independência do Canato da Crimeia. Os russos conseguiram autorização para construção de uma igreja ortodoxa em Constantinopla. Permitiu que os russos fossem protetores dos ortodoxos e que os comerciantes velejassem com a bandeira russa por aguas turcas.